# Meridiosignum kerguelensis
Meridiosignum kerguelensis är en kräftdjursart som först beskrevs av Ernst Vanhöffen 1914.  Meridiosignum kerguelensis ingår i släktet Meridiosignum och familjen Paramunnidae. Inga underarter finns listade i Catalogue of Life.